# Petyr Witanow (polityk)
Petyr Bojkow Witanow, bułg. Петър Бойков Витанов (ur. 18 kwietnia 1982 w Sliwenie) – bułgarski polityk, poseł do Zgromadzenia Narodowego, deputowany do Parlamentu Europejskiego IX kadencji.

## Życiorys
Ukończył stosunki międzynarodowe na Uniwersytecie Sofijskim im. św. Klemensa z Ochrydy oraz finanse międzynarodowe na Nowym Uniwersytecie Bułgarskim. Działacz Bułgarskiej Partii Socjalistycznej, został etatowym pracownikiem tego ugrupowania w wydziale kontaktów z organizacjami międzynarodowymi. W wyborach w 2017 uzyskał mandat deputowanego do Zgromadzenia Narodowego 44. kadencji. W 2019 został natomiast wybrany na posła do Parlamentu Europejskiego IX kadencji. W lutym 2023 wykluczono go z Bułgarskiej Partii Socjalistycznej.